# Церква Ісландії

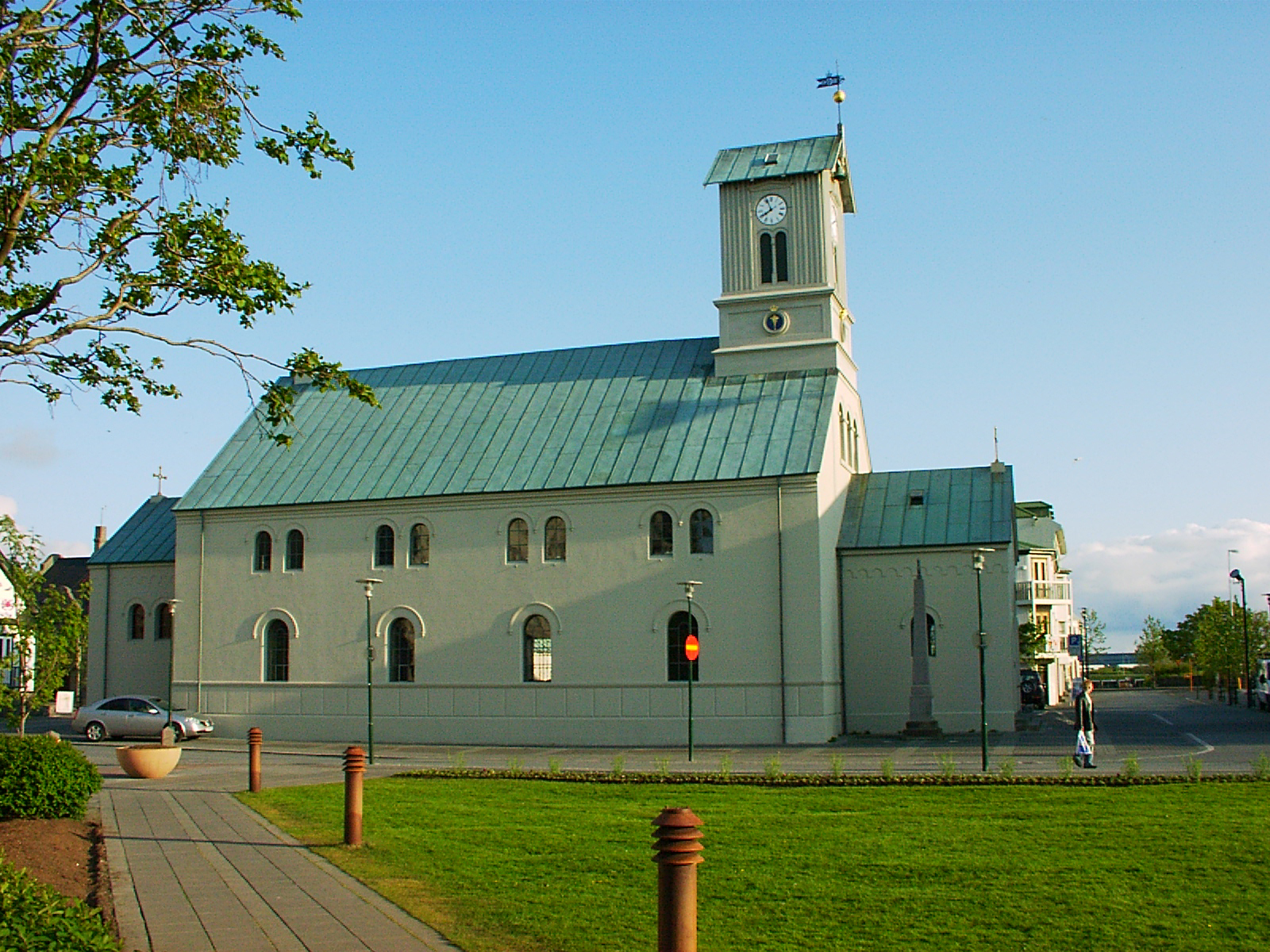
Головний катедральний собор Ісландської національної церкви у столиці Рейк'явіку

Ісландська національна церква (ісл. Þjóðkirkjan, раніше звана Євангельська Лютеранська Церква) — державна християнська церква Ісландії, за визнанням — євангельсько лютеранська церква, належить до протестантських церков.

## Історія
Державна церква Ісландії бере свої початки у дореформаційній римо-католицькій церкві Ісландії, яка під час реформації за втручання данського короля і його підопічних в Ісландії після періоду протистояння втратила свої позиції, обірвала зв'язок з Папою і поступово перейшла на лютеранський обряд. Сьогодні це незалежна державна лютеранська церква Ісландії.
Про історію християнства в Ісландії див. також:
- Йон Арасон — останній римо-католицький єпископ Ісландії, обезголовлений в боротьбі під час Реформації та переходу на лютеранство.
- Гатльґрімур П'єтурссон — ісландський лютеранський священик, один з найвпливовіших ісландських пасторів протягом Ортодоксального Віку (1580-1713).

## Організація
Ісландія є однією єпархією під єпископом Ісландії. Його офіс є в Рейк'явіку. В старих єпископських діоцезіях Скалгольту і Гоуляру діють допоміжні єпископи ассистенти (віґслубіскуп). Вони є відповідальні за катедрали своїх діоцезій і їх розвитку як центрів вивчення та духовності. Вони допомагають єпископу Ісландії в пасторських справах і разом з ним складають єпископську раду.
Офіс єпископа розміщений в Будинку Церкви в Рейк'явіку і є теж офісом Церковної Ради. Окрім відділу фіннасів та персоналу, там теж міститься відділ освіти і дияконії, приходського відродження і церковної допомоги.
В Ісландії є близько 300 лютеранських приходів. Кожний прихід є фінансово незалежною одиницею, відповідальний за будівництво та ремонт своїх церковних будівель і за всю роботу громади. Окрім приходських богослужінь приходська робота включає ряд освітніх і дияконських діяльностей, дитячу і молодіжну роботу.
Церква має бл. 150 священиків і 10 висвячених дияконів. 10 священиків працюють в особливих місіях в лікарнях та інших установах. Церква Ісландії має теж священиків, що обслуговують ісландські громади за-кордоном.
Теологічний факультет Університету Ісландії, заснований у 1911, готує священичий клір і дияконів церкви. Багато богословів їдуть за-кордон для продовження навчання в семінаріях та університетах Європи та Америки. Церква Ісландії є далекою від ізоляції і зазнає впливів часу включаючи богословські напрямки.
Євангельська Лютеранська Церква в Ісландії є членом Лютеранської Світової Федерації і Світової Ради Церков. Вона є теж членом Угоди в Порвоо між Англіканськими церквами Британських островів і Північними та Балтійськими Лютеранськими церквами.
Місіонерські товариства Ісландії у співпраці з Норвезькою Місіонерською Федерацією оперує місіями в Китаї, Ефіопії та Кенії. Ісландська Церковна Поміч працює у співпраці з міжнародними доброчиними та розвитковими агенціями в області розвитку та негайної гуманітарної допомоги у різних частинах світу.
На даний час, Карл Сіґурбйорнссон (ісл. Agnes M. Sigurðardóttir) є першою жінкою-єпископом Ісландії.